# Campillo de Arenas
Campillo de Arenas – gmina w Hiszpanii, w prowincji Jaén, w Andaluzji, o powierzchni 116,72 km². W 2011 roku gmina liczyła 2073 mieszkańców.